# Nausicaa.net
Nausicaa.net è un sito web non ufficiale in lingua inglese aperto nel 1996 con lo scopo di contenere e conservare informazioni sulla Miyazaki Mailing List e di essere la principale fonte dove attingere per le ricerche, oltre che su Hayao Miyazaki, su Isao Takahata, sullo Studio Ghibli e su altri argomenti correlati. Il nome deriva da uno dei primi film dell'autore, Nausicaä della Valle del vento.

## Informazioni
Originariamente il sito si chiamava The Miyazaki Web ed era stato aperto nel 1994 su tcp.com, prima di venir trasferito su un host tutto suo da Jeremy Blackman nel 1996. Il Team Ghiblink, il gruppo di volontari che si occupa della sua manutenzione, si formò nello stesso anno per aggiornare la Miyazaki Mailing list (creatasi nel 1991 e che tuttora è consultabile attraverso un indice apposito). Come accennato, il sito è utilizzato come fonte principale di informazioni sullo Studio Ghibli, basate su fonti di notizie sul mondo degli anime come Anime News Network.
Una delle operazioni più importanti di Nausicaa.net fu la realizzazione e distribuzione dei press kit per il rilascio homevideo di Kiki - Consegne a domicilio e per quello cinematografico di Princess Mononoke negli Stati Uniti d'America. Nell'ottobre del 1998 il sito venne hackerato e fu per la maggior parte recuperato e rilanciato all'inizio del 1999 grazie agli sforzi di molte persone che lo utilizzavano e anche attraverso alcuni backup di Google Search.

## Riconoscimenti
Nel 1999, il periodico di Syfy Science Fiction Weekly nominò Nausicaa.net il suo "Sito della settimana", definendolo «incredibilmente completo», «ben organizzato» ed aggiungendo che per «tutto ciò che riguarda Miyazaki, non c'è risorsa migliore sul Web»."
Neil Gaiman, adattando in inglese la sceneggiatura di Princess Mononoke, affermò di aver sfruttato il sito nelle prime fasi del lavoro e lo giudicò «tremendamente utile».
Nausicaa.net venne nominato come uno dei "Intute's Best of the Web" nel gennaio 2007, all'interno della categoria Arts & Humanities.